# Edward Ferrero
Edward Ferrero (18 de janeiro de 1831 - 11 de dezembro de 1899) foi um dos principais instrutores de dança, coreógrafos e operadores de salão nos Estados Unidos. Ele também serviu como general do Exército da União na Guerra Civil Americana.

## Guerra civil
Com o início da Guerra Civil no início de 1861, Ferrero levantou um regimento às suas próprias custas, o 51º Regimento de Infantaria Voluntária de Nova York (os "Rifles Shepard").